# Cafè-Cinema Degà
El Cafè-Cinema Degà és una obra de Salàs de Pallars (Pallars Jussà) protegida com a Bé Cultural d'Interès Local.

## Descripció
Aquest edifici reprodueix la tipologia dels cafès cantants que des de començament de segle XX es construïen arreu de l'Europa occidental. A Barcelona es trobaven al Paral·lel. Es tracta d'una àmplia sala, amb un escenari i unes llotges. A la dreta de l'escenari hi ha un camerino i a l'esquerra una escala per accedir a l'habitatge de la planta baixa. Les vint llotges que hi ha se sustenten per mitjà de cinc columnes gruixudes que alhora suporten la coberta. Aquestes estan decorades amb els escuts de les quatre províncies catalanes. A sota la galeria esquerra hi ha la barra del bar. La façana presenta quatre finestres a la planta alta i cinc portes a la baixa, tres donen accés a la sala i les altres a l'habitatge. Els materials constructius emprats en aquesta obra són la pedra, el maó i el ciment. El paviment i les llotges són de fusta.

## Història
El Cafè-Cinema Degà fou construït per Francesc Grau Alegret el 1920 amb diners provinents de les indemnitzacions de l'antiga "Canadiense". Ramon Peiró de Casa "Raiet" en fou el constructor.
Des d'un principi va ser la seu de la "Societat Recreativa Catalunya" fundada l'agost de 1920, aquesta tenia per objectiu organitzar activitats recreatives i balls de saló.
El 25 d'abril de 1931 va prendre el nom de la "Unió Recreativa Republicana". Durant la Segona República es va convertir en el Centre Republicà vinculat al partit radical d'Alejandro Lerroux. L'any 1934 hi va tenir lloc un míting polític amb el president Lluís Companys i el conseller Ventura Gassol. L'activitat principal eren les sessions de ball i les projeccions de pel·lícules. Durant l'època franquista hi va haver problemes de censura i juntament amb el deteriorament del local va fer que es produís el tancament el març de 1964. D'aleshores ençà ha restat gairebé igual.